# Eduardo Paolozzi
Eduardo Luigi Paolozzi [Leith (Écosse), 7 mars 1924 – Londres, 22 avril 2005], est un artiste écossais.

## Biographie
Paolozzi est né à Leith au nord d'Édimbourg, l’aîné d'une famille d'immigrants italiens.  Il fait un an d'études au Collège d'art d'Édimbourg en 1943, un bref passage à la St Martin's School of Art en 1944, puis à la Slade School of Fine Art de Londres de 1944 à 1947, après quoi il commence à travailler à Paris.
Largement surréaliste, Paolozzi attire l'attention dans les années 1960 en produisant une série d'impressions sur toile assez étonnantes. Paolozzi est l'un des fondateurs de l'Independent Group, cercle précurseur du mouvement Pop art britannique des années 1950. Il se fait ensuite connaître en tant que sculpteur, en produisant des œuvres statuaires ayant souvent trait à des formes vivantes, mais possédant cependant des éléments rectilignes (souvent cubiques). Il sculpte également nombre de formes humaines 'déconstruites' dans un style proche du cubisme.
Il collabore ponctuellement ainsi que Herbert Bayer, aux livres de vulgarisation scientifique de Fritz Kahn en tant qu'illustrateur.
Il est professeur de sculpture et de céramique dans plusieurs établissements, notamment à l'Université de Berkeley (en 1968) et au Royal College of Art de Londres. Paolozzi eut une grande relation avec l'Allemagne, ayant travaillé à Berlin à partir de 1974. Il est également professeur à la Fachhochschule à Cologne de 1977 à 1981, puis enseigne la sculpture à l'Akademie der Bildenden Künste de Munich. 
Paolozzi est fait membre de l'ordre de l'Empire britannique en 1968 et en 1979 il est élu à la Royal Academy. Il devient le sculpteur officiel de Sa Majesté la Reine en 1986, et ce jusqu'à sa mort. Il est anobli par la Reine en 1989. 
En 1994, Paolozzi fait don d'une grande partie de ses travaux, et de la grande majorité des objets présents dans son studio au Scottish National Gallery of Modern Art. En 1999 La Galerie nationale d'Écosse ouvre la Galerie "Dean" et y expose sa collection. On pouvait aussi y voir une reproduction de ses studios de Munich et Londres.
En 2001, Paolozzi faillit succomber à une attaque (qui lui valut une entrée erronée dans le Carnet du jour de certains journaux ... ). Il passe le restant de ses jours en chaise roulante et meurt dans un hôpital londonien en avril 2005.

## Œuvres
- 1947 : I was a Rich Man's Plaything, à la Tate Gallery, à Londres.
- 1963 : The Last of the Idols, au musée Ludwig, à Cologne.
- La mosaïque sur les murs de la station de métro londonienne Tottenham Court Road
- La couverture de l'album Red Rose Speedway de Paul McCartney
- Le plafond et les tapisseries du château de Cleish
- Le Piscator, sculpture extérieure à la gare d'Euston, à Londres
- La sculpture en bronze Newton, d'après William Blake (en), 1995, sur le parvis de la Bibliothèque nationale britannique (voir Newton de William Blake)
- Vulcan 1998-1999  sculpture monumentale à la National Gallery of Scotland

## Distinctions et honneurs
- Commandeur de l'ordre de l'Empire britannique en 1967[1]
- Chevalier en 1989[2]
- Membre de la Royal Academy of Arts, élu le 9 mai 1979[3]